# Rhymney
Rhymney (wal. Rhymni) – miasto w południowej Walii, w jednostce administracyjnej Caerphilly, historycznie w hrabstwie Monmouthshire, położone w dolinie rzeki Rhymney. W 2011 roku liczyło 8537 mieszkańców.
Miasto rozwinęło się po otwarciu w 1801 roku huty żelaza. W okolicach wydobywane były wykorzystywane w zakładzie rudy żelaza, węgiel i wapień. Po zamknięciu huty w 1891 roku głównym pracodawcą stały się kopalnie węgla. Wydobycie prowadzone było co najmniej do 1940 roku.
Znajduje się tu stacja kolejowa Rhymney, otwarta w 1858 roku, będąca stacją krańcową linii Rhymney Line do Cardiff.